# Kanton Châteauneuf-sur-Sarthe
Châteauneuf-sur-Sarthe is een voormalig kanton van het Franse departement Maine-et-Loire. Het kanton maakte deel uit van het arrondissement Segré. Op 22 maart 2015 werd het kanton opgeheven en werden de gemeenten opgenomen in het aangrenzende kanton Tiercé.

## Gemeenten
Het kanton Châteauneuf-sur-Sarthe omvatte de volgende gemeenten:
- Brissarthe
- Champigné
- Champteussé-sur-Baconne
- Châteauneuf-sur-Sarthe (hoofdplaats)
- Chemiré-sur-Sarthe
- Chenillé-Changé
- Cherré
- Contigné
- Juvardeil
- Marigné
- Miré
- Querré
- Sceaux-d'Anjou
- Sœurdres
- Thorigné-d'Anjou